# Acusada
Acusada è un film del 2018 diretto da Gonzalo Tobal.

## Trama
All'epoca in cui la sua miglior amica Camila è stata brutalmente uccisa, Dolores Dreier era giovane studentessa con un futuro promettente, ora a due anni di distanza rimane ancora l'unica sospettata del crimine e attende il processo a suo carico. 
Il suo caso è diventato un affare mediatico che divide l'opinione pubblica, tra colpevolisti ed innocentisti. 
Protetta dalla sua famiglia, vive una forte pressione anche perché neanche la sua famiglia è convinta della sua innocenza.
Il processo indiziario svela chiaramente come Dolores provasse un forte risentimento verso l'amica Camila, dopo che questa aveva diffuso un filmato in cui lei praticava del sesso con un loro amico. Ma la lite si era ricomposta e la festa in casa di Camila che fece da prologo all'assassinio della stessa, ne sarebbe stata la prova. 
Le prove di colpevolezza non arriveranno e, anzi, la delicata testimonianza del fratellino di Dolores, risulta decisiva per convincere la giuria dell'innocenza della stessa, che dunque, alla fine, viene scagionata.

## Distribuzione
Il film è stato presentato in concorso alla 75ª edizione della Mostra internazionale d'arte cinematografica di Venezia nel settembre 2018. Verrà poi distribuito nelle sale cinematografiche argentine il 13 settembre 2018.

## Riconoscimenti
- 2018 - Mostra internazionale d'arte cinematografica
  - In competizione per il Leone d'oro al miglior film

## Remake
Il film francese del 2019 La ragazza con il braccialetto (La fille au bracelet), diretto da Stéphane Demoustier, riprende lo stesso soggetto adattandolo liberamente.